# Triptyk (musikalbum)
Triptyk är Triptyks självbetitlade debutalbum, utgivet på skivbolaget Atrium 1998. På skivan medverkar Johan Hedin (nyckelharpa), Ola Bäckström (fiol) och Jonas Knutsson (saxofon). Albumet producerades av Manne Ahn von Öberg.

## Låtlista
1. "Triptyk" (Bäckström) – 3:34
2. "Yrsnö" (Hedin) – 5:46
3. "Tjärdalen" (Bäckström) – 4:42
4. "Den blomstertid nu kommer" (trad.) – 5:36
5. "Viken" (Bäckström) – 5:05
6. "Rättvikspolska" (trad.) – 3:44
7. "Trägudars land" (Knutsson) – 5:35
8. "Carins vals" (Hedin) – 5:04
9. "Occult Diary" (Knutsson) – 6:31
10. "Diarium spirituale" (Hedin) – 2:48